# Marc Porci Cató (pretor 101 aC)
Marc Porci Cató (en llatí: Marcus Porcius Cato) va ser un magistrat romà. Formava part de la gens Pòrcia, de la branca dels Catons. Era fill de Marc Porci Cató, net de Cató el Censor.
Va ser pretor urbà, potser cap al 101 aC, i edil curul (abans del 93 aC). Pocs anys més tard, va obtenir el govern de la Gàl·lia Transalpina, on va morir.